# Isole Biscoe
Le isole Biscoe formano un arcipelago che si trova a ovest nella Penisola Antartica.

## Geografia
L'estensione dell'arcipelago arriva circa sino a130 km in direzione NE-SW. Le isole che lo compongono si trovano quasi parallele alla costa occidentale della Penisola Antartica, vicine al circolo polare antartico a nord dell'isola di Adelaide.

## Origine del nome
Il loro nome è stato dato in onore dell'esploratore britannico John Biscoe che condusse la spedizione che esplorò le isole il 17 e 18 febbraio 1832.

## Storia
Dopo la scoperta avvenuta grazie alla spedizione del britannico John Biscoe nel 1832 vennero mappate durante delle spedizioni antartiche francesi successive, realizzate nel primo decennio del XX secolo. Al comando di una di queste vi fu Jean-Baptiste Charcot.

### Rivendicazioni territoriali
Tutte le isole dell'arcipelago sono state rivendicate da tre diversi Paesi ma secondo i termini del Trattato Antartico tali rivendicazioni sono sospese.
- Secondo l'Argentina apparterrebbero al dipartimento dell'Antartide Argentina nella provincia della Terra del Fuoco.
- Secondo il Cile apparterrebbero al comune antartico della provincia cilena antartica nella regione di Magallanes e dell'Antartico cileno.
- Secondo il Regno Unito dovrebbero far parte del territorio antartico britannico.

## Principali isole dell'arcipelago
- Isola Renaud, la maggiore, con un'estensione 618 km²
- Isola Lavoisier, chiamata isola Serrano dal Chile e isola Mitre dall'Argentina. Risulta la seconda per estensione con 265 km² di superficie.
- Isola Rabot. Sull'isola è presente un sito storico antartico, il rifugio Guillochon.[2]
- Isola Watkins
- Isola Pitt, chiamata isola Avellaneda dall'Argentina.
- Isola Zukriegel